# Repülőtérrel nem rendelkező országok listája
A világon mindössze öt olyan független ország található, amely nem rendelkezik repülőtérrel; mindegyikük európai törpeállam. Helikopter-leszállópályával ezek mindegyike rendelkezik.

## Országok
| Ország        | Megjegyzés |
| ------------- | --- |
| Andorra       | Andorra három helikopter-leszállópályával rendelkezik. Népesség és terület alapján is a legnagyobb, repülőtér nélküli ország. A hozzá legközelebb eső repülőterek Spanyolországban az Andorra–La Seu d’Urgell repülőtér (12 km-re), a Lleida–Alguaire repülőtér, a Barcelona-El Prat repülőtér és a Girona–Costa Brava repülőtér; Franciaországban a Carcassonne repülőtér, a Perpignan–Rivesaltes repülőtér és a Toulouse-Blagnaci repülőtér. |
| Liechtenstein | Liechtensteinnek egy helikopter-leszállópályája van Balzers városában. A legközelebbi nemzetközi repülőterek a svájci St. Gallen–Altenrhein repülőtér és a németországi friedrichshafeni repülőtér, amelyekről kevés menetrend szerinti járat indul; a legközelebbi jelentősebb repülőtér a zürichi repülőtér, amelyet vasút köt össze Buchs és Sargans svájci városokkal, ahonnan Liechtenstein busszal vagy vonattal érhető el.              |
| Monaco        | Monacónak egy helikopter-leszállópályája van, a Monaco Heliport, amely Fontvieille-ben található. A legközelebbi repülőtér Franciaországban a Nizza Côte d'Azur repülőtér. |
| San Marino    | San Marino helikopter-leszállópályája Borgo Maggiore településen található, emellett van egy kis leszállópálya Torracciában, 680 méteres füves futópályával. A legközelebbi repülőtér az olaszországi Riminiben található Federico Fellini nemzetközi repülőtér. |
| Vatikán       | A Vatikán nyugati sarkában található a Vatikánvárosi Heliport helikopter-leszállópálya, amelyet látogatóba érkező államfők és a Vatikán tisztségviselői használnak. Az állam 0,44 km²-es területén fizikai képtelenség lenne repülőteret építeni. A legközelebbi repülőtér a Róma-Ciampino repülőtér. |

## Korlátozottan elismert államok
- Szaharai Arab Demokratikus Köztársaság
- Dél-Oszétia
- Palesztina. Bár területén négy repülőtér található (lásd Palesztina repülőtereinek listája), 2004 óta egyik sem működik.

## Nem független területek
A világ 17, az ENSZ által gyarmatnak besorolt, nem független területe közül kettőn nem található repülőtér. Mindkettő szigeten található, így csak hajóval közelíthető meg.
| Terület           | Állam              | Megjegyzések |
| ----------------- | ------------------ | --- |
| Tokelau-szigetek  | Új-Zéland          | Tokelau Új-Zélandhoz tartozó, három atollból álló szigetcsoport a Csendes-óceán déli részén. Kizárólag hajón közelíthető meg.                                                               |
| Pitcairn-szigetek | Egyesült Királyság | A Pitcairn-szigetek az Egyesült Királyság négy szigetből álló tengerentúli területe a Csendes-óceán déli részén. Hajó és kompok szállítják az embereket és árukat a Bounty Bayen keresztül. |